# Hans Böhm (Politiker, 1906)
Hans Böhm (* 31. Dezember 1906 in Neuwied; † 15. September 1974 ebenda) war ein deutscher Politiker (SPD) und Gewerkschafter.

## Leben
Böhm war nach dem Zweiten Weltkrieg Gewerkschaftsangestellter. Ab 1947 war er geschäftsführender Vorsitzender des örtlichen DGB. Später wurde er dessen Kreisgeschäftsführer.
Sein gleichnamiger Vater Hans Böhm gehörte von 1946 bis 1951 dem rheinland-pfälzischen Landtag an.
Seine Lebensgefährtin war die SPD-Politikerin Elfriede Seppi.

## Abgeordneter
Von 1951 bis 1953 war Böhm Abgeordneter des Rheinland-Pfälzischen Landtages.